# Diaporthaceae
Diaporthaceae is een familie uit de orde Diaporthales van de ascomyceten. Het typegeslacht is Diaporthe.

## Taxonomie
Diaporthaceae werd in 1917 beschreven door Höhnel, die ze samen met de Gnomoniaceae in de Diaporthales plaatste. Wehmeyer vernauwde de familie aanzienlijk in 1975, maar plaatste Valsaceae nog steeds in dezelfde familie. Castlebury et al. (2007) beperkte de term tot de geslachten Diaporthe (met het anamorfe geslacht Phomopsis) en Mazzantia. Ten slotte beschreven Barr en Vassiljeva in 2008 het geslacht Leucodiaporthe.

## Kenmerken
Een gemeenschappelijk kenmerk van de Diaporthaceae is het goed ontwikkelde stroma ingebed in vers gekapt hout of in de stam van de gastheer. Het stroma is het netwerk van hyfen dat wordt gezien als wat lijkt op het vruchtlichaam, maar in werkelijkheid alleen de kleine, kegelvormige vruchtlichamen, de ascomata, omringt.
Bij Diaporthe-soorten bedekt het stroma verschillende vruchtlichamen (ascomata) en vormt het een zwarte lijn in het verharde gastheerweefsel. Anamorfe soorten (Phomopsis) vormen uni- of multiloculate pycnidiale stromata waarin hyaliene, meestal ongescheiden conidia worden geproduceerd op langwerpige phialidische conidiogene cellen. Ze vormen vaak draadvormige beta-conidia. Mazzantia-soorten hebben een stroma dat slechts één tot enkele ascomata omvat.

## Ecologie
De Diaporthaceae zijn parasieten, maar ook saprofyten met een breed gastheerbereik van houtachtige tweezaadlobbigen tot kruidachtige eenzaadlobbigen. Diaporthe phaseolorum var. sojae veroorzaakt bijvoorbeeld ziekte bij sojabonen.

## Genera
Tot de familie behoren de volgende geslachten:
- Apioporthella Petr. 1929
- Chiangraiomyces Senan. & K.D. Hyde 2017
- Diaporthe Nitschke 1870
- Diaporthopsis Fabre 1883
- Hyaliappendispora Senan., Camporesi & K.D. Hyde 2017
- Leucodiaporthe M.E. Barr & Lar.N. Vassiljeva 2008
- Mazzantia Mont. 1855
- Ophiodiaporthe Y.M. Ju, H.M. Hsieh, C.H. Fu, Chi Y. Chen & T.T. Chang 2013
- Paradiaporthe Senan., Camporesi & K.D. Hyde 2017
- Phomopsis Sacc. & Roum. (1884)
- Pustulomyces D.Q. Dai, Bhat & K.D. Hyde 2014